# Долгий, Борис Семёнович
Долгий Борис Семёнович (1908—1940) — советский офицер, Герой Советского Союза, командир артиллерийского дивизиона 451-го артиллерийского полка 113-й стрелковой дивизии 7-й армии Северо-Западного фронта, старший лейтенант.

## Биография
Родился в городе Курске, ныне административный центр Курской области, в семье служащего. Русский.
Окончил Курскую опытно-показательную школу-девятилетку.
В Красной Армии с 1932 года. В 1936 году окончил артиллерийское училище. Проходил службу в артиллерийских частях.
Участник советско-финской войны 1939—1940 годов.
Командир артиллерийского дивизиона 451-го артиллерийского полка (113-я стрелковая дивизия, 7-я армия, Северо-Западный фронт) старший лейтенант Борис Долгий под огнём противника 6 февраля 1940 года выдвинул орудия на открытые позиции и прямой наводкой уничтожил вражеский блиндаж и пулемётную точку.
10 февраля 1940 года офицер-артиллерист, с группой бойцов, находясь в занятом дзоте, был окружён. Спасая боевых товарищей, старший лейтенант Долгий Б. С. первым вышел из дзота и забросал противника гранатами, но сам погиб.

## Награды
- Указом Президиума Верховного Совета СССР от 11 апреля 1940 года «за образцовое выполнение боевых заданий командования на фронте борьбы с финской белогвардейщиной и проявленные при этом отвагу и геройство» старшему лейтенанту Долгому Борису Семёновичу посмертно присвоено звание Героя Советского Союза.
- Награждён орденом Ленина.

## Память
- В школе № 12 города Курска жизни и подвигу Героя посвящён стенд.